# تیشا بآو

 تیشا بِآو (به عبری: תשעה באב یا ט׳ באב)، (به عربی: تیشعاه بناو، تسعة آب) نهمین روز از ماه آو عبری است که پیروان دین یهودیت در آن روز، روزه می‌گیرند. نهم ماه آو، «شوم‌ترین روز تاریخ یهود» نام دارد.
بر طبق نوشته‌های مذهبی در این روز معبد هیکل سلیمان در اورشلیم در سال ۵۸۶ قبل از میلاد توسط بخت‌النصر دوم پادشاه بابل و معبد دوم در اورشلیم در سال ۷۰ میلادی توسط تیتوس فرماندهٔ ارتش روم تخریب و ویران شد. همچنین در این روز در سال ۱۳۲ میلادی ۱۰۰۰۰۰ یهودی کشته شدند. در این روز بر طبق سنت یهود، در این روز یهودیان روزه دار می‌شوند و به سوگ اورشلیم می‌نشینند. 
این روز با یادآوری سایر مصیبت‌های بزرگی که بر سر قوم یهود آمده است، مرتبط شده است، از جمله قتل ده شهید توسط رومیان ("The Ten Royal Martyrs")؛ اخراج از انگلستان، اسپانیا و جاهای دیگر؛ قتل‌عام جوامع یهودی متعدد در قرون وسطی توسط صلیبیون؛ و هولوکاست.
این روز در تقویم میلادی معمولاً در ماه ژوئیه یا آگوست است.

## باورها

### پنج فاجعه
بر اساس میشنا (تعنیت ۴:۶) پنج فاجعه در روز نهم آو رخ داد:
۱- دوازده یهودی که توسط موسی برای جاسوسی از سرزمین کنعان فرستاده شده بودند. فقط دو نفر یوشع بن نون و کالب بن یوفنا خبر مثبت آوردند ولیکن بقیه مردم را به شدت ترساندند. آن‌ها به قوم اسراییل دروغ گفتند و مردم تصور کردند که خداوند قصد دارد آن‌ها را به سمت شکست ببرد. این خبر باعث شد که مردم اسراییل گریه کرده و بترسند و از وارد شدن به ارض مقدس خودداری کنند. به همین دلیل آنان توسط خدا مورد مجازات قرار گرفتند و خداوند اعلام کرد که آن نسل از مردم اسراییل به ارض مقدس وارد نخواهند شد. در این زمان خدا به قوم اسراییل اعلام می‌کند که تا ابد این روز به عنوان روز گریه برای مردم اسراییل خواهد بود (کتاب اعداد ۱۳ و ۱۴). این داستان بدون ذکر روز آن در قرآن در سوره پنجم آیات ۲۰ تا ۲۶ نیز ذکر شده‌است.
۲- معبد اول که توسط سلیمان ساخته شده بود در سال ۵۸۶ قبل از میلاد به دست بابلیان تخریب شد. نبوکدنصر بعد از دو سال محاصره موفق شد که اورشلیم را تصرف کرده و یهودیان را به تبعید در بابل ببرد. بر اساس تلمود معبد در روز نهم آو شروع به سوختن کرد و آتش آن تا روز دهم آو ادامه داشت.
۳- معبد دوم که توسط عزرا و نحمیا در دوران هخامنشی ساخته شده بود در سال ۷۰ میلادی به دست تیتوس امپراتور روم تخریب شد. در این زمان قوم اسراییل در تمامی کشورهای دنیا پخش شدند.
۴- رومیان شورش بارکوخبا را متلاشی کردند و شهر بتار را نابود کردند. در اثر این اتفاق بیش از ۵۰۰۰۰۰ یهودی کشته شدند. این اتفاق در سال ۱۳۵ میلادی رخ داد.
۵- بعد از شورش بارکوخبا فرمانده رومی ترنوس دستور داد که تمام محوطه معبد و اطراف آن با خاک یکسان شود. این اتفاق در سال ۱۳۳ میلادی رخ داد.

### فجایع دیگر
از آن جا که مقدّر شده بود نهم آو روز گریه و زاری یهودیان باشد، باور این بود که در طول تاریخ فجایع بزرگ یهودی در این روز رخ داده‌اند. فجایع دیگری که معمولاً با نهم آو مرتبط هستند عبارتند از:
- داستان پرستش گاو طلا توسط اسراییل وقتی که موسی برای گرفتن ده فرمان به بالای کوه رفت.
- اولین جنگ صلیبی در ماه آو سال ۱۰۹۶ میلادی شروع شد و ۱۰۰۰۰ یهودی در ماه اول آن در فرانسه کشته شدند. در اثر این جنگ که در روز نهم آو شروع شد به‌طور کلی ۱۲۰۰۰۰۰ یهودی کشته شدند.[۵]
- در روز نهم ماه آو در سال ۱۲۹۰ میلادی، ادوارد اول پادشاه وقت انگلستان دستور اخراج یهودیان از انگلستان را صادر کرد.[۵]
- در روز نهم آو ۱۳۰۶ میلادی یهودیان از فرانسه اخراج شدند.[۶]
- در روز نهم آو سال ۱۴۹۲ میلادی یهودیان از اسپانیا اخراج شدند.
- آلمان در روز ۹ آو ۱۹۱۴ میلادی وارد جنگ جهانی اول شد.
- در روز نهم آو سال ۱۹۴۱ میلادی هاینریش هیملر از سران نازی پاسخ مثبت را برای شروع راه حل نهایی برای یهودیان گرفت. از این زمان یهودیان دستگیر شدند و به اردوگاه های مرگ فرستاده شدند.[۷]
- در روز نهم آو ۱۹۴۲ میلادی یهودیان از گتوی ورشو اخراج شدند.[۷]
- در روز نهم آو سال ۱۶۲۶ میلادی شبتای صِوی به دنیا آمد. او که عارفی قبالایی بود ادعا کرد که مسیح موعود یهودیان است و آشوب زیادی در سرتاسر جهان یهودی ایجاد کرد.

بر اساس نوشته‌های یهودی ماشیح (مسیحا) یا همان «ناجی افسانه‌ای» در این روز به دنیا می‌آید.

## رسوم و آیین‌ها

### پیش از نهم آو
یهودیان پیش از فرا رسیدن نهم آوْ، سه هفته سوگواری می‌کنند. این سه هفته یادآور محاصرهٔ اورشلیم به دست رومیان است که به تخریب معبد دوم در سال ۷۰ میلادی انجامید. در این دوره جشن عروسی و دیگر جشن‌ها تعطیل می‌شوند و بسیاری از مردان سنتی از تراشیدن ریش خودداری می‌کنند، آیینی که در سوگواری درگذشتگان رواج دارد. نُه روز پایانی این سه هفته، عزاداری شدت بیشتری می‌گیرد و یهودیان سنتی از خوردن گوشت که غذای جشن و سرور محسوب می‌شود، اجتناب می‌کنند. کسانی که پیش از این به سوگواران ملحق نشده بودند و برای مثال همچنان موی صورت خود را اصلاح می‌کردند، در این نه روز به عزاداران ملحق می‌شوند.

### نهم آو
روز پایانی این دورهٔ نه روزه، روز نهم آوْ است که رسوم آن از بسیاری جهات شبیه یوم کیپور است. مهم‌ترین آیین هر دو مناسبت، روزه‌ای بیست و چهار ساعته است که از غروب روز هشتم آغاز می‌شود و تا غروب روز نهم ادامه می‌یابد. آخرین وعدهٔ غذایی باید قبل از غروب آفتاب روز هشتم خورده شود. این وعدهٔ غذایی اغلب شامل غذاهای گِرد مانند تخم مرغ یا عدس است که در سنت یهودی نماد چرخهٔ زندگی و مرگ است. برخی یهودیان بر غذای خود خاکستر می‌پاشند و برخی هنگام صرف غذا بر روی زمین می‌نشینند، کارهایی که نماد سوگواری است.
علاوه بر پرهیز از خوردن و نوشیدن در روز نهم آوْ، سنت یهودی همچنین خودداری از پوشیدن البسهٔ چرمی، برقراری رابطهٔ جنسی، شست‌وشوی بدن و استفاده از عطریجات را الزام می‌کند. توصیه می‌شود که در این روز از گورستان‌ها بازدید شود تا حال و هوای سوگواری هر چه بیشتر تشدید گردد.
در نهم آوْ مطالعهٔ تورات مجاز نیست، چرا که این کتاب هدیهٔ الهی و مایهٔ شادی است و در نتیجه مناسبتی با عزاداری ندارد. مگر برخی از بخش‌های کتاب مقدس، مانند کتاب ایوب یا مراثی ارمیا، که مضمونی حزن‌آمیز دارند و بخش‌هایی از تلمود و تفاسیر تورات که در مورد تخریب اورشلیم صحبت می‌کنند.
در پایان روز نهم، قبل از مراسم نماز مغرب، چراغ‌های کنیسه را کم می‌کنند و به نشانهٔ عزاداری پوشش زینتی صندوق تورات (صندوقی که پیشاپیش کنیسه قرار دارد و حاوی طومار تورات است) برداشته می‌شود. حاضران کفش‌های چرمی خود را درمی‌آورند و به یکدیگر سلام نمی‌کنند.
در طی مراسم نماز مغرب، طومار مراثی ارمیا – که شعری در رثای تخریب معبد اول است – همراه با چندین کینّوت – مرثیه‌هایی تدوین شده در رثای مصائب مختلف تاریخ یهود – خوانده می‌شود.

### پس از نهم آو
در وعدهٔ افطار به‌طور سنتی گوشت و شراب خورده نمی‌شود، چرا که آتش‌سوزی معبد تا روز بعد ادامه یافت و در نتیجه بی درنگ بیرون آمدن از عزا روا نیست. با پایان یافتن افطار، سرانجام غم و اندوهی که از سه هفته پیش شروع شده بود، پایان می‌یابد. 
نخستین شنبه در هفتهٔ پس از نهم آو، «شَبّات نَحَمو» یا شنبهٔ تسلّی نامیده می‌شود، زیرا در این روز بخشی از کتب انبیا قرائت می‌شود که با کلمات «نَحَمو نَحَمو عَمّی» (تسلّی یابید، تسلّی یابید قوم من) آغاز می‌گردد. با این شنبه دوره‌ای از تسلّی و شادمانی شروع می‌شود که به روش هَشّانا، سال نوی یهودی، منتهی می‌گردد.